# 12"/30 морская пушка
12"/30 морская пушка — 305-мм орудие Обуховского завода, принятое на вооружение Российского императорского флота в 1877 году. Устанавливалось на эскадренных броненосцах. Им были вооружены следующие корабли: «Екатерина II», «Синоп», «Гангут», «Двенадцать апостолов», а также броненосцы типа «Император Александр II» (2 единицы). Орудия применялись в Русско-японской войне.

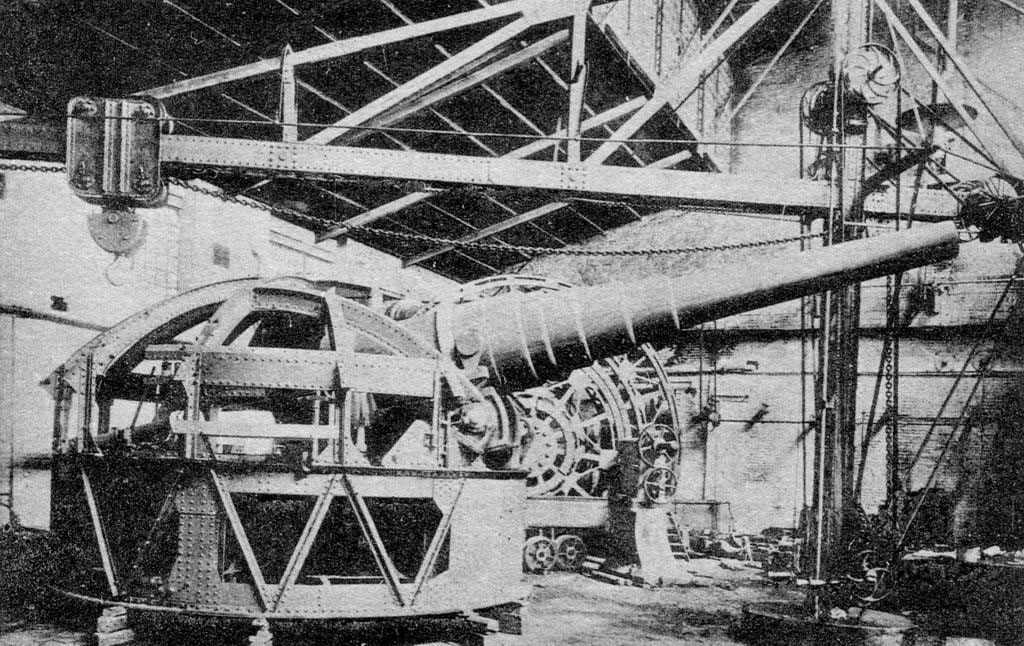
Барбетная установка главного калибра броненосца Император Александр II на Санкт-Петербургском Металлическом заводе

## Проектирование и производство

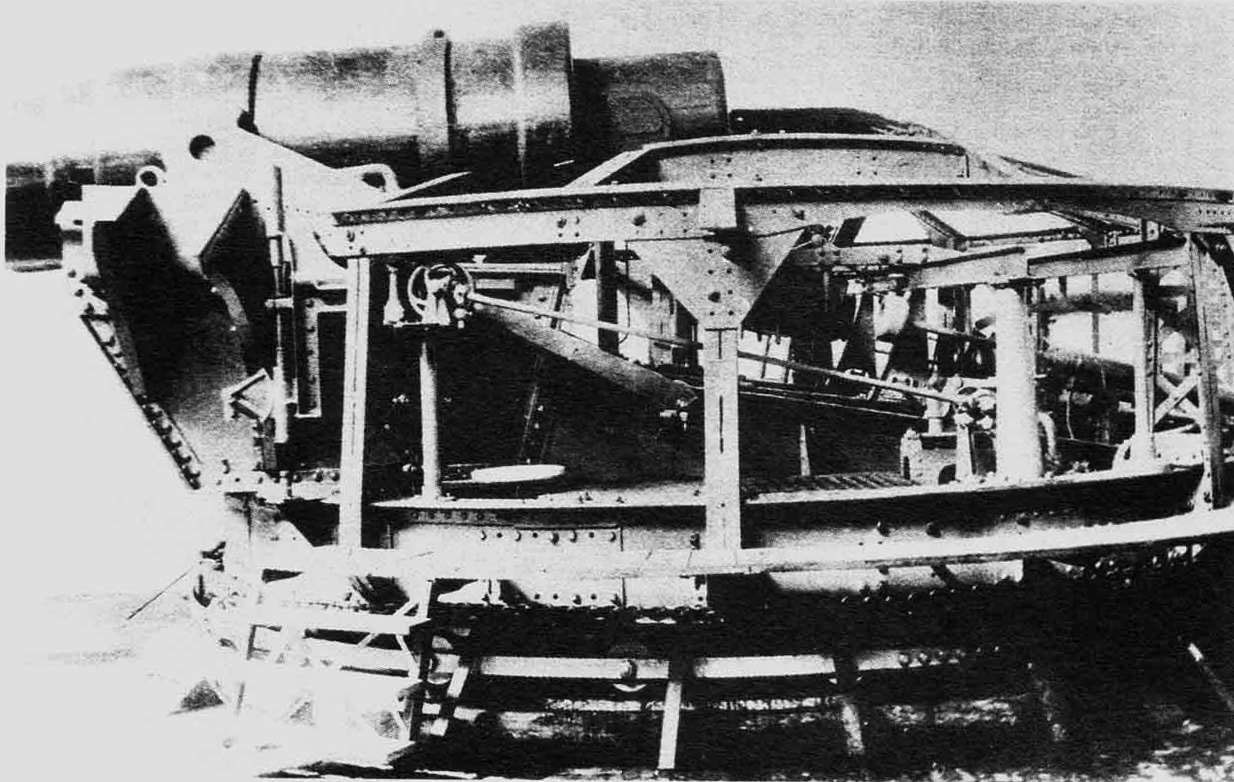
Барбетная установка ГК броненосца Синоп в цеху Металлического завода

Проектирование орудия было начато Обуховским заводом в 1878 года, первый образец изготовлен в 1880 году. Испытания прошли в 1882 году.
Всего было произведено 21 орудие.

## Боеприпасы 12"/30 морской пушки
Орудие стреляло чугунными снарядами весом по 331,7 кг и длиной 2,8 калибра. Бронебойный снаряд изготавливался из закалённого чугуна. Заряд состоял из бурого пороха и весил 121—123 кг. Дальность стрельбы при возвышении 6° — 5093 м. Табличная дальность была рассчитана до 9150 м. На дистанции 1852 м бронебойный снаряд мог пробить железную броню толщиной 186 мм. Кроме того в боекомплект входил картечный снаряд весом 390—394 кг с зарядом 73,7 кг пороха.